# Sutura frontolacrimalis

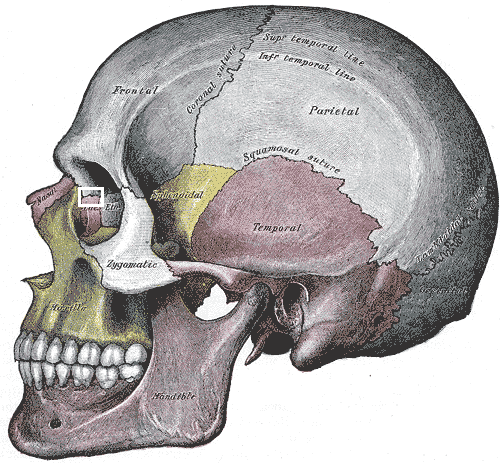
A fehér négyzet jelöli az apró varratot

A sutura frontolacrimalis egy apró koponyavarrat a homlokcsont (os frontale) és a könnycsont (os lacrimale) között. Csak az esetek közel egyhatodában látható egy 200 emberen végzett CT-vizsgálaton alapuló kutatás szerint, a kor előrehaladtával egyre valószínűtlenebb, hogy látható legyen a CT-vizsgálatok felvételein.